# Carex knieskernii
Carex knieskernii är en halvgräsart som beskrevs av Chester Dewey. Carex knieskernii ingår i släktet starrar, och familjen halvgräs. Inga underarter finns listade i Catalogue of Life.